# سوریک آسماریان
سوریک آسماریان (ارمنی: Սուրիկ Ասմարյան؛ زادهٔ ۱ سپتامبر ۱۹۴۳) یک  سیاستمدار اهل ارمنستان است که از تاریخ ۱۹۹۰ تا تاریخ ۱۹۹۵ سمت نمایندگی دوره اول شورای عالی جمهوری ارمنستان را برعهده داشت.

## زندگی‌نامه
در ۱ سپتامبر ۱۹۴۳ در ارمنستان به دنیا آمد . 